# Яловець звичайний
Яловець звичайний, яліве́ць звича́йний  (Juniperus communis L.) — хвойна рослина роду ялівець родини кипарисових. Росте в Північній Америці та Євразії у дуже різних середовищах існування: болота, ліси, луки, перелоги, скелясті ділянки. Це вічнозелений дводомний кущ або деревце, від лежачої до прямовисної звички. Кора коричнева й волокниста; гілки розпростерті чи висхідні; листки зелені, але іноді здаються сріблястими; чоловічі шишки жовті; насіннєві шишки синювато-чорні. Використовується як лікарська, харчова, олійна й фарбувальна рослина; має цінну деревину; часто культивується як декоративний чагарник.

## Назва

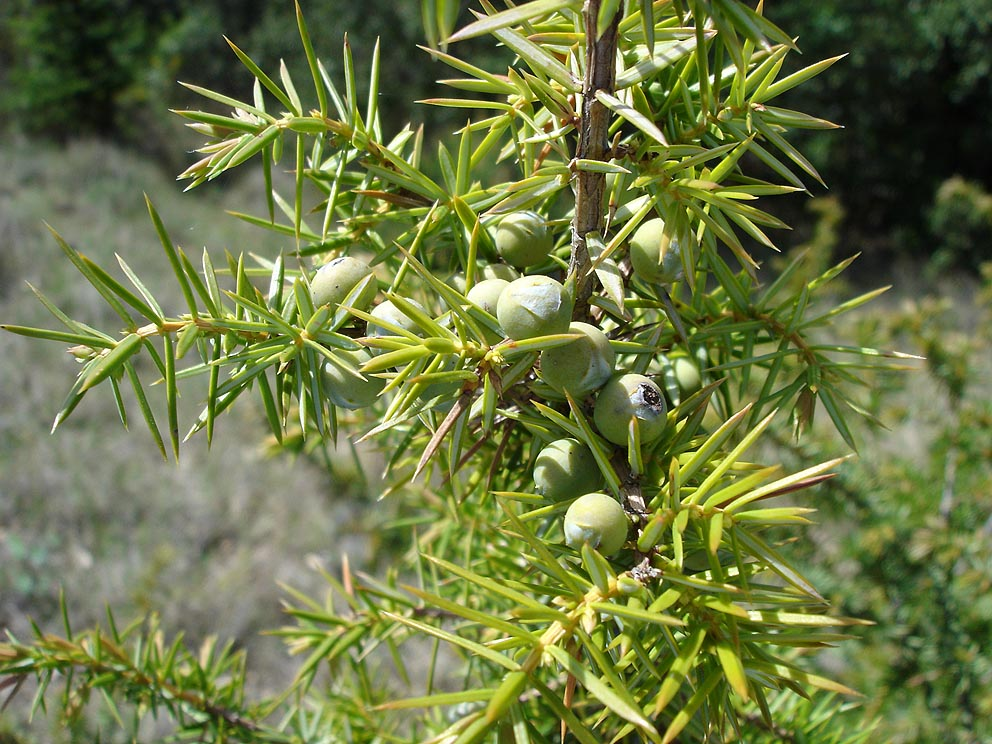
Яловець звичайний

Українська назва «ялівець», «яловець» походить від праслов. (j)alovьcь < jalovъ («яловий, безплідний»). Ймовірно, первісно ця назва вживалася щодо чоловічих особин ялівцю, які не дають плодів — пор. н.-луж. jałowjeńc («чоловіча рослина ялівця»). Окрім того, припускають, що назва могла бути дана за його зелені, незрілі на вигляд плоди, або ж через те, що він росте на неплодючих («ялових») землях. Ще одна версія пов'язує назву з народним повір'ям, що корова після поїдання цієї рослини залишається на цей рік безплідною, яловою.
Місцеві назви  — яловець, ялинець, ялувець, ядлівець, єлівець, верес, божевельник, боровиця, джанєпіна, джарап, джарапин, дженяпіна, можевел, можжевельник.

## Опис рослини
Вічнозелений кущ або невелике деревце (4–6 м заввишки) з прямим стовбуром і конусоподібною або яйцеподібною кроною; кора сірувато-бура. Молоді пагони червонувато-бурі, на них кільчасто розміщені по три колючі кілясті хвоїнки (8–20 мм завдовжки). Зверху хвоїнки білуваті з восковим нальотом, знизу блискучі, зелені, при основі зчленовані. Зберігаються на гілках протягом чотирьох років.
Дводомна, рідше однодомна рослина. Чоловічі органи спороношення мають вигляд жовтих колосків, які несуть щитоподібні луски з трьома-сімома пиляками. Жіночі органи спороношення подібні до зелених бруньок. Вони складаються з кількох насінних лусок і трьох насінних зачатків. Після запліднення луски жіночої шишечки зростаються й утворюють соковиту зелену шишкоягоду округлої форми (7–9 мм в діаметрі). Це не ягоди, а шишечки з м'ясистими лусочками, які зрослись. Через рік шишкоягоди стають чорними з восковим нальотом або без нього. Насінини довгасті з твердою оболонкою. Шишкоягоди дуже люблять дрозди.

## Поширення
Рослина зустрічається в помірному кліматі Північної півкулі (Європа, Азія, Північна Америка), росте також в Північній Африці й тропічних районах Азії (Непал, Пакистан). Це найбільш поширений вид хвойних порід у світі, циркумполярний розподіл якого сягає від 70 ° пн. ш. на Алясці, Скандинавії та Сибіру до 28 ° пн. ш. у Гімалаях.
Ялівець звичайний росте в підліску хвойних, рідше мішаних лісів. Тіньовитривала, морозостійка рослина. Запилюється у квітні — травні, шишкоягоди достигають у вересні. Росте в Карпатах (нижній гірський лісовий пояс), на Поліссі, а також в Криму. Райони заготівель — Львівська, Івано-Франківська, Волинська області. Запаси сировини значні.

## Практичне використання
Лікарська, харчова, ефіроолійна, фітонцидна, деревинна, смолоносна, декоративна і фітомеліоративна рослина.

### Медицина
У фармакології використовують шишкоягоди ялівцю як сечогінний засіб при хворобах сечових і статевих шляхів, а також як відхаркувальний і дезинфекційний засіб. Є вказівки про лікування ефірними оліями шишко-«ягід» ялівцю хвороб шкіри, у тому числі й злоякісного походження. У народній медицині корені вживають при туберкульозі легень, бронхітах, нирковокам'яній хворобі. Шишкоягоди застосовують при хворобах печінки, жіночих хворобах, ревматизмі, відвар гілок — при діатезі. Сік із шишок п'ють як сечогінний і регулюючий травлення засіб, при набряках. У гомеопатії використовують есенції зі свіжих шишок.
Всі частини рослини виділяють фітонциди.

### Харчова промисловість
Шишки ялівцю мають високу ароматичність, містять різноманітні смакові речовини і широко застосовуються для технічної переробки. Шишечки-«ягоди» дуже ароматичні, солодкі, але мають смолистий смак. Висушені шишкоягоди ялівцю використовують у кулінарії, як пряність. Ціняться вони при виробництві алкогольних напоїв, вин (наприклад, англійського джину), кондитерських виробів. У них містяться до 0,3 % цукрів (за іншими даними у зрілих шишечках ялівцю міститься до 42 % цукру, тобто стільки ж, скільки у винограді), пектинові й дубильні речовини (1,6 %), протеїн (3,5 %), яблучна, оцтова і мурашина кислоти, смоли, віск, ароматичні сполуки. Хвоя ялівцю — цінний накопичувач вітамінів, у ній містяться каротин, вітамін С (246 мг%).
З шишкоягід, хвої та гілок ялівцю одержують ефірну олію. Ефірну олію із хвої використовують для виготовлення імерсійної олії та освіжаючих есенцій.

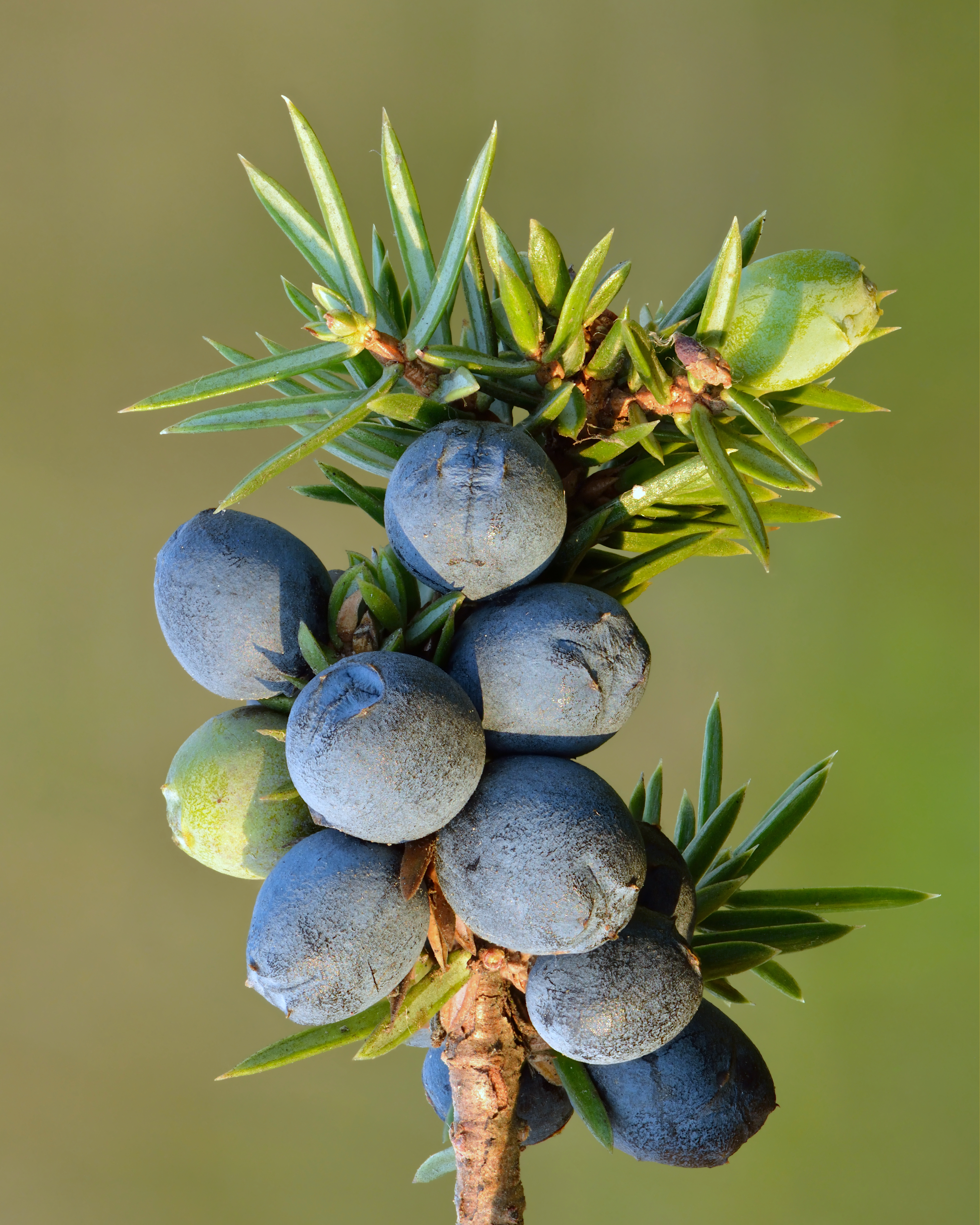
Листя і «ягоди»

Для отримання сиропу шишечки ялівцю розминають, не дроблячи насіння, що містять гіркоту. Кілограм розчавлених «ягід» кладуть у каструлю з трьома літрами води, нагрітої до 40° градусів, і розмішують хвилин 15. Потім ягоди виймають, віджимаючи сік. Поклавши в нього другу і третю порцію свіжих ягід, одержують сік, який містить до 20 % цукру. Для отримання сиропу, що містить до 60 відсотків цукру, сік випарюють при нагріванні до 70 °C. Випарювати рекомендується у «водяній бані» (тобто в каструлі, опущеній в іншу каструлю з водою, що нагрівають).
Ялівцевий цукор (фруктоза) в півтора раза солодший бурякового. Сироп може йти на виготовлення желе, киселю, пряників, з ним також можна пити чай і каву.
З ялівцевими гілками парять бочки, щоб надати їм приємний бальзамічний запах і відбити інші, менш приємні.
З кори й шишок ялівцю отримують фарбу, зеленувато-жовту і захисного кольору (хакі).

### Деревообробна промисловість

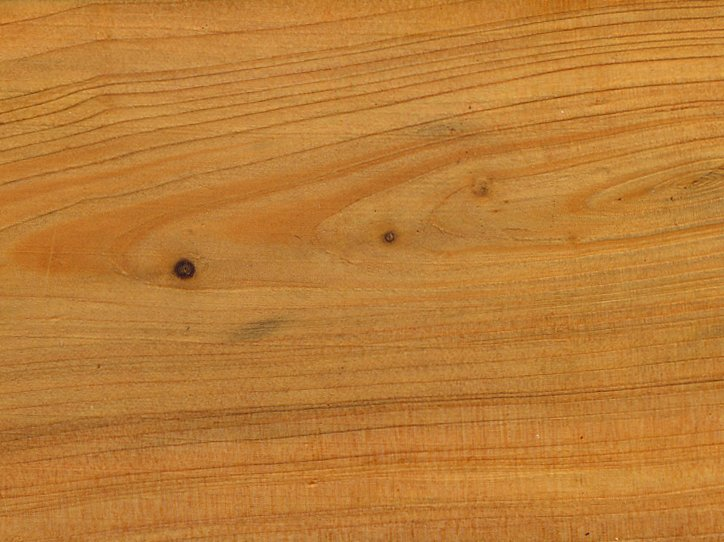
Деревина ялівця

Яловець має тверду щільну деревину з красивим малюнком, червонувато-жовтим ядром і характерним ароматом. Стійка проти загнивання та ураження шкідниками. Використовується для дрібних столярних і токарних виробів, придатна для олівцевої палички. Особливо ціниться як сировина для олівцевої палички інший вид — ялівець віргінський. У стовбурах і старих гілках ялівцю утворюється смола, яка виступає з тріщин у вигляді крапель або грудочок. Смолу використовують для виробництва сандараку, який є сировиною для одержання високоякісного лаку.
Ароматну деревину й гілки ялівцю застосовують для дезінфекції тари, приміщень, хвою і шишки — для ароматичних ванн, деревину, хвою та ягоди — для копчення рибних і м'ясних продуктів. Ялівець звичайний добре піддається (шляхом обрізування) формуванню крони, має декоративні форми; пірамідальну, плакучу, кулясту. Рекомендується для створення невеликих груп, поодиноких насаджень і живоплотів. Особливо декоративний інший вид — ялівець козацький. Він придатний для групових і особливо суцільних насаджень на схилах, у парках і лісопарках, для оформлення кам'яних гірок. Ялівець звичайний широко використовується у полезахисному лісорозведенні як ґрунтополіпшувальна та протиерозійна порода.
Ялівець належить до цінних та рідкісних порід дерев, тому вивезення лісо- та пиломатеріалів з нього за межі митної території України заборонено.

## Збирання, переробка та зберігання
Шишкоягоди заготовляють восени, розстилаючи під кущами брезент і струшуючи їх. Потім зібрані шишкоягоди сортують на решетах, відділяючи від хвої та інших домішок. Завдяки смолистим і ароматичним сполукам шишкоягоди тривалий час можуть зберігатись у свіжому вигляді при температурі близько 0°.
Сушать шишкоягоди під залізним дахом на горищах, розстилаючи їх тонким шаром. При сушінні на сонці, у печах або сушарках вони втрачають цілющі властивості. Висушену сировину пакують у мішки вагою по 40–50 кг, зберігають близько трьох років у сухих, добре провітрюваних приміщеннях. 
Ялівець звичайний потребує ощадливого використання й охорони.